# Robert Walpole (diplomate)
Pour les articles homonymes, voir Robert Walpole et Walpole.
Robert Walpole (3 mai 1736 - 19 avril 1810), titré à partir de 1756, The Hon. Robert Walpole, est un diplomate britannique.

## Biographie
Il est le quatrième fils de Horatio Walpole (1er baron Walpole), le frère cadet de Robert Walpole, Premier ministre. Il exerce les fonctions de greffier supplémentaire du Conseil privé de 1749 à 1764, date à laquelle il remplace Henry Fane de Wormsley en tant que greffier ordinaire. Après avoir exercé les fonctions de secrétaire de l'ambassade britannique à Paris, il est envoyé extraordinaire et ministre plénipotentiaire au Portugal de 1771 à 1800. L'un de ses neveux est le major-général George Walpole (1758-1835), sous-secrétaire aux Affaires étrangères en 1806. 
Il se marie deux fois, le 8 mai 1780, avec Diana Grosset (décédée le 24 juillet 1784); et le 10 mai 1785, à Sophia Stert (décédée le 12 juin 1829). Il a des enfants par les deux épouses; Robert Walpole l'érudit classique est un fils du premier mariage . 